# Station Bernstorffsvej
Station Bernstorffsvej is een S-tog-station in Gentofte, Denemarken. Het is genoemd naar de Bernstorffsvej, de weg waar het station aan ligt.
Het station is geopend op 15 mei 1936.
Køge · Ølby · Køge Nord · Jersie · Solrød Strand · Karlslunde · Greve · Hundige · Ishøj · Ny Ellebjerg · Sjælør · Sydhavn · Dybbølsbro · København H · Vesterport · Nørreport · Østerport · Nordhavn · Svanemøllen · Hellerup · Bernstorffsvej · Gentofte · Jægersborg · Lyngby · Sorgenfri · Virum · Holte